# Моє життя з Волтерами
«Моє життя з Волтерами» (англ. My Life with the Walter Boys, досл. «Моє життя з хлопцями Волтерами») — американський підлітковий драматичний телесеріал, прем'єра якого відбулася на стримінговому сервісі Netflix 7 грудня 2023 року. Цей серіал у жанрі історії дорослішання є екранізацією однойменного роману 2014 року авторки Алі Новак, що вперше був опублікований на платформі Wattpad. Сюжет розповідає про Джекі Говард (Ніккі Родріґес) — підлітку з Мангеттену, яка після загибелі батьків переїжджає до сільської місцевості в Колорадо, де її бере під опіку родина Волтерів, що має сімох синів і одну доньку. Розробкою серіалу займалася Мелані Гальсолл. У головних ролях знялися Ніккі Родріґес, Ноа Лалонд, Ешбі Джентрі та Аліша Ньютон. У грудні 2023 року серіал було продовжено на другий сезон, прем'єра якого запланована на 28 серпня 2025 року. Ще до виходу другого сезону Netflix ухвалила рішення про продовження серіалу на третій сезон, який очікується у 2026 році.

## Акторський склад

### Головні ролі
- Ніккі Родріґес — Джекі Говард
- Ноа Лалонд — Коул Волтер
- Ешбі Джентрі — Алекс Волтер
- Джонні Лінк — Вілл Волтер
- Корі Фоґельманіс — Нейтан Волтер
- Коннор Стенгоуп — Денні Волтер
- Зой Соул — Гейлі Янґ
- Джейлен Еванс — Скайлер
- Еллі О'Браєн — Ґрейс
- Сара Рафферті — Кетрін Волтер
- Марк Блукас — Джордж Волтер

## Епізоди

### 1-й сезон
| № серії | Назва серії                   | Режисер(и)        | Сценарист(и)                                           | Оригінальна дата показу |
| ------- | ----------------------------- | ----------------- | ------------------------------------------------------ | ----------------------- |
| 1       | «Ласкаво просимо до Колорадо» | Джеррі Чіккорітті | Мелані Гальсолл                                        | 7 грудня 2023           |
| 2       | «Розслабся»                   | Джеррі Чіккорітті | Мелані Гальсолл                                        | 7 грудня 2023           |
| 3       | «Ефект Коула»                 | Німіша Мукерджі   | Джордан Росс Шиндлер                                   | 7 грудня 2023           |
| 4       | «Дев’ятнадцять»               | Німіша Мукерджі   | Джонатан Россллер                                      | 7 грудня 2023           |
| 5       | «День подяки»                 | Джеррі Чіккорітті | Тавня Бгаттачарі та Алі Лейвентол                      | 7 грудня 2023           |
| 6       | «Минуле»                      | Джеррі Чіккорітті | Джесіка Саґґс                                          | 7 грудня 2023           |
| 7       | «Чутки в маленькому місті»    | Вінніфред Джонґ   | Келсі Беррі                                            | 7 грудня 2023           |
| 8       | «Втрата контролю»             | Вінніфред Джонґ   | Джонатан Россллер, Джордан Росс Шиндлер і Ґрейс Кондон | 7 грудня 2023           |
| 9       | «Зміни»                       | Джейсон Прістлі   | Тавня Бгаттачарі та Алі Лейвентол                      | 7 грудня 2023           |
| 10      | «Довго й щасливо»             | Джейсон Прістлі   | Мелані Гальсолл                                        | 7 грудня 2023           |

## Виробництво
Серіал «Моє життя з Волтерами» створюється компаніями Sony Pictures Television та iGeneration Studios після придбання останньою компанії Komixx Entertainment. До виробничої команди приєднався Ед Ґлаузер, виконавчий продюсер фільмів Netflix із серії «Будка поцілунків», а шоуранеркою та виконавчою продюсеркою виступила Мелані Гальсолл. Зйомки першого сезону розпочалися в березні 2022 року в канадській провінції Альберта й завершилися у вересні того ж року. Виробництво проходило в різних локаціях Альберти, зокрема в місті Калгарі та містечках Кокрейн і Кроссфілд.
Netflix офіційно продовжила серіал на другий сезон 19 грудня 2023 року. Підготовчий етап до зйомок тривав із 27 травня по 19 липня 2024 року, а самі зйомки другого сезону відбувалися з 22 липня по 7 листопада 2024 року. 18 листопада 2024 року було оголошено про приєднання до акторського складу другого сезону Наталі Шарп, Карсона МакКормака, Джанет Кіддер, Ріел Даунс та Джейка Менлі. 14 травня 2025 року Netflix оголосила про продовження серіалу на третій сезон. Підготовка до його зйомок розпочалась 9 червня 2025 року й має завершитися 5 серпня 2025 року; зйомки заплановані на період із 6 серпня по 1 грудня 2025 року. 29 липня 2025 року стало відомо, що до акторського складу третього сезону у повторюваній ролі приєднався Чед Рук.

## Прем'єра
Перший сезон серіалу був випущений 7 грудня 2023 року. Прем'єра другого сезону запланована на 28 серпня 2025 року, третій сезон очікується у 2026 році.

## Сприйняття
За даними агрегатора рецензій Rotten Tomatoes, серіал отримав 45% схвалення критиків із середнім балом 5,3 з 10 на основі 11 рецензій. Платформа Metacritic надала серіалу 50 балів зі 100, що відповідає категорії «змішані або посередні відгуки» за оцінками 6 критиків.